# Chiesa della Natività di Maria Santissima (Mesola)
La chiesa della Natività di Maria Santissima è la parrocchiale di Mesola, in provincia di Ferrara. Appartiene al vicariato di Sant'Apollinare dell'arcidiocesi di Ferrara-Comacchio e risale al XVIII secolo.

## Storia

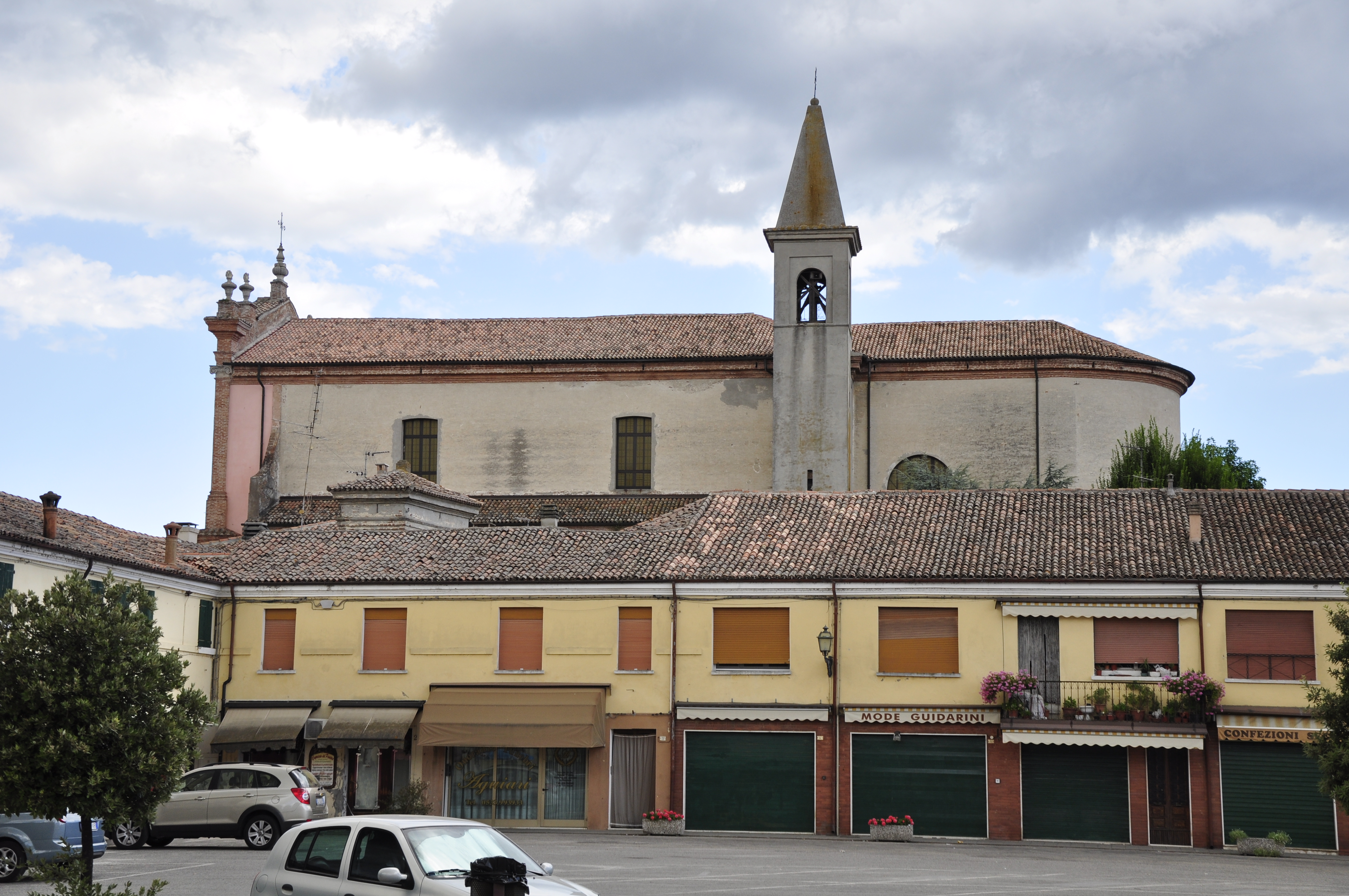
Prospetto laterale della chiesa

Le origini di Mesola risalgono alla fine del Medioevo e il primo luogo di culto cattolico vi venne edificato nel XVI secolo. Era parte della tenuta degli Este, e fu costruito tra il 1578 e il 1583. La visita pastorale del 1º marzo 1674 del vescovo Arnaldo Speroni degli Alvarotti descrisse questa prima cappella con dedicazione alla Madonna della Neve e come sussidiaria della chiesa di Santa Maria della Neve, la pieve di Ariano. Nella seconda metà del XVIII secolo Maria Teresa d'Austria, vista l'ormai inadeguatezza della piccola cappella, fece edificare una nuova chiesa e il progetto venne affidato all'architetto francese Joannon de Saint Laurent. La prima pietra del nuovo edificio venne posta nel 1783 e i lavori si conclusero nel 1785. Intorno al 1794 venne eretto il campanile e nel 1797 la chiesa fu citata per la prima volta con il titolo di parrocchiale. Nel 1819, per la giurisdizione ecclesiastica, il territorio dalla diocesi di Adria passò all'arcidiocesi di Ferrara, che nel 1857 entrò nell'arcidiocesi di Ferrara-Comacchio.
L'edificio venne ristrutturato nel 1968 e il 4 luglio 1986 alla parrocchia di Mesola fu aggregata quella di Santa Giustina, che era stata costituita una trentina di anni prima. La facciata dell'edificio venne restaurata nel 2007.

## Descrizione
La facciata della chiesa è divisa in due ordini, ognuno dei quali è scandito da lesene in mattoni con zoccolatura alta; nel registro superiore le lesene sono terminanti con il capitello ionico in marmo bianco, la parte centrale ha un finestrone rettangolare ed è terminante con il timpano triangolare. La facciata termina con vasi in pietra con fiamma laterali e centrale con la croce ferrea. L'interno dell'edificio è a un'unica navata con cappelle laterali; l'aula termina con il presbiterio, chiuso dell'abside semicircolare. Opere di pregio conservate nella chiesa sono un reliquiario di bottega veneta in stile gotico, la statuetta di scuola bolognese in terracotta raffigurante l'Ecce Homo e argenteria donata alla parrocchia da papa Pio VI, opera orafa di Gio Validier.